# Salaire minimum interprofessionnel de croissance
Das Salaire minimum interprofessionnel de croissance, kurz SMIC [smik] (auf Deutsch etwa: „Wachstumsorientierter berufsgruppenübergreifender Mindestlohn“) ist der gesetzlich festgelegte Mindestlohn in Frankreich. Im internationalen Vergleich ist SMIC einer der höchsten Mindestlöhne der Welt. Er ist 1970 aus dem zwanzig Jahre zuvor eingeführten Vorgänger SMIG, dem salaire minimum interprofessionnel garanti hervorgegangen. 

## Geschichte
Der SMIC ging aus dem SMIG (salaire minimal national interprofessionnel garanti) und dem SMAG (salaire minimal garanti annuel en agriculture) hervor, zwei Mindestlohnmodellen, die als Reaktion auf die wirtschaftliche Situation nach dem Zweiten Weltkrieg unter der Regierung von Vincent Auriol am 9. Oktober beziehungsweise am 11. Februar 1950 entworfen wurden. Die Kommunistische Partei Frankreichs, die Sozialisten und die Republikaner stimmten gegen den Gesetzesentwurf, der den Mindestlohn einführte. Die Höhe des SMIG unterlag regionalen Differenzierungen; so wurden in den Départements der damals noch französischen Gebiete Algeriens sowie in den überseeischen französischen Gebieten Guadeloupe, Guyana, Martinique und Réunion niedrigere Löhne gezahlt als im Mutterland. Der Mindestlohnsatz für die Bewohner der Île-de-France lag um 18 % höher als jener für die Arbeiter im Rest des metropolitanen Frankreichs. Im Falle einer Inflationsrate um oder über 5 % waren die Mindestlöhne dieser Inflationsrate proportional anzupassen. Wirtschaftsexperten beurteilten diese Vorkehrung sehr kritisch und sahen darin eine Gefährdung der gesamtwirtschaftlichen Situation im geschwächten Nachkriegsfrankreich. Im Jahr 1952 wurde die Rate von 5 % auf 2 % heruntergesetzt. Der SMAG war eine Sonderform des SMIG, die speziell für die in der Landwirtschaft beschäftigten und aufgrund der Ernteperioden jährlich bezahlten Lohnempfänger eingeführt wurde. Dafür wurde das Jahresgehalt dieser Beschäftigten in einen Monats-, Wochen- bzw. Stundenlohn umgerechnet.
Am 2. Januar 1970 wurden die beiden Modelle SMIG und SMAG zu dem heutigen SMIC zusammengefasst. Es wurde nun ein für Frankreich einheitlicher Mindestlohn nach einem Mischmodell aus Verhandlungs- und Indexmodell eingeführt.

## Höhe des Bruttomindestlohnes
Der SMIC wird definiert als Höhe des Bruttostundenlohnes, die kein Arbeitgeber unterschreiten kann, um einen gesunden erwachsenen Gehaltsempfänger zu entlohnen. Er sichert Niedriglohnempfängern eine Kaufkraftgarantie und eine Teilhabe an der wirtschaftlichen Entwicklung der Nation. Gesetzesverstöße werden mit Geldstrafen von mindestens 1500 Euro für jeden unrechtmäßig entlohnten Arbeitnehmer geahndet.
Der SMIC wird jährlich von der Regierung festgelegt und im Journal Officiel veröffentlicht. Er tritt für den Arbeitgeber jeweils am 1. Juli nach der Veröffentlichung in Kraft. Im Falle einer Inflationsrate von mehr als 2 % tritt die Erhöhung früher, und zwar automatisch nach der Feststellung der Rate und in Höhe ihres Prozentsatzes in Kraft. Die jährliche Festlegung erfolgt unter Berücksichtigung von zwei Kriterien: dem Verbraucherpreisindex und der Lohnentwicklung (bei der neben dem traditionellen Lohn auch Zuwendungen in Form von Naturalien, Trinkgeldern oder vorhersehbaren Prämien berücksichtigt werden). Zuvor legt eine aus Vertretern der Regierung, der Arbeitgeber und der Gewerkschaften bestehende Kommission, die „Commission Nationale de la Négociation Collective“ (CNNC), eine Empfehlung über die zukünftige Entwicklung des Mindestlohnes vor. Das Gesetz räumt der Regierung die Möglichkeit ein, die Anhebung des SMIC auch unabhängig und ohne Absprache mit den Arbeitgeber- und Gewerkschaftsvertretern durchzuführen.
Zuletzt wurde der SMIC am 1. Januar 2018 auf den heute gültigen Betrag von 1 498,47 Euro pro Monat festgelegt (bei einer Wochenarbeitszeit von 35 Stunden). Dieser Betrag ist allen Beschäftigten mindestens zu zahlen, die einen französischen Vollzeitarbeitsplatz belegen. Das entspricht einem Stundenlohn von exakt 9,88 Euro brutto.
| 2025  | 2024  |       |       |       |      |      |      |      |      |      |      |      |      |      |      |
| 11,88 | 11,65 |       |       |       |      |      |      |      |      |      |      |      |      |      |      |
| 2023  | 2022  | 2021  | 2020  | 2019  | 2018 | 2017 | 2016 | 2015 | 2014 | 2013 | 2012 | 2012 | 2011 | 2010 | 2009 |
| 11,27 | 11,07 | 10,25 | 10,15 | 10,03 | 9,88 | 9,76 | 9,67 | 9,61 | 9,53 | 9,43 | 9,40 | 9,22 | 9,19 | 8,86 | 8,82 |
| 2008  | 2007  | 2006  | 2005  | 2004  | 2003 | 2002 | 2001 | 2000 | 1999 | 1998 | 1997 | 1996 | 1996 | 1995 | 1994 |
| 8,71  | 8,44  | 8,27  | 8,03  | 7,61  | 7,19 | 6,83 | 6,67 | 6,41 | 6,21 | 6,13 | 6,01 | 5,78 | 5,75 | 5,54 | 5,42 |
| 1993  | 1992  | 1992  | 1991  | 1990  | 1990 | 1990 | 1989 | 1989 | 1988 | 1988 | 1987 | 1987 | 1986 | 1986 | 1985 |
| 5,31  | 5,19  | 5,08  | 4,98  | 4,87  | 4,77 | 4,65 | 4,56 | 4,48 | 4,38 | 4,34 | 4,24 | 4,20 | 4,10 | 4,05 | 3,97 |
| 1985  | 1985  | 1984  | 1984  | 1984  | 1984 | 1983 | 1983 | 1983 | 1983 | 1982 | 1982 | 1982 | 1982 | 1982 | 1981 |
| 3,89  | 3,80  | 3,71  | 3,63  | 3,59  | 3,47 | 3,40 | 3,34 | 3,30 | 3,20 | 3,09 | 2,99 | 2,90 | 2,84 | 2,77 | 2,71 |
| 1981  | 1981  | 1981  | 1980  | 1980  | 1980 | 1980 | 1980 |      |      |      |      |      |      |      |      |
| 2,64  | 2,55  | 2,32  | 2,25  | 2,18  | 2,13 | 2,08 | 2,04 |      |      |      |      |      |      |      |      |

## Empfänger und Ausnahmeregelungen
Der SMIC wird von ca. 12,4 % der Beschäftigten in Frankreich bezogen. Diese 12,4 % entsprechen circa 2,9 Millionen Beschäftigten (Stand 2006). Das Recht, mindestens den SMIC zu beziehen, gilt generell für sämtliche Beschäftigten. Einer Ausnahmeregelung bezüglich der Höhe des Mindestlohnes unterliegen:
- Jugendliche unter 18 Jahren mit weniger als 6 Monaten Berufserfahrung
- Auszubildende unter 26 Jahren
- Praktikanten, die auf die Ausübung ihres Berufes vorbereitet werden
- Behinderte

Jugendliche mit weniger als 6 Monaten Berufserfahrung erhalten bis zum 16. Lebensjahr 20 % weniger, vom 17.–18. Lebensjahr 10 % weniger als ordentliche SMIC-Empfänger.
Für Auszubildende wird die prozentuale Lohnminderung im Verhältnis zum SMIC sowohl vom Alter als auch von der Schulausbildung abhängig gemacht. Bei Abschluss eines sogenannten „Contrat de Professionalisation“ beträgt der Mindestlohn für einen Auszubildenden im Alter unter 21 Jahren ohne Fachabitur mindestens 55 % des SMIC (mit Fachabitur mindestens 65 %), für einen Auszubildenden vom 21. bis zum 25. Lebensjahr ohne Fachabitur mindestens 70 % des SMIC (mit Fachabitur mindestens 80 %), für einen Auszubildenden ab dem 26. Lebensjahr unabhängig von der Qualifikation mindestens den vollen Betrag des SMIC und mindestens 85 % des konventionellen Lohnes. (Siehe auch: Contrat première embauche, Contrat nouvelle embauche)
Behinderte Arbeitnehmer erhalten ebenfalls einen reduzierten SMIC-Satz, und zwar mindestens 90 % des regulären SMIC, jedoch gleicht ein Zuschuss der Sozialversicherung ihr Einkommen dem SMIC-Niveau an.
Innerhalb der SMIC-Empfängergruppen ist der Dienstleistungssektor führend, wobei Frauen einen höheren Empfängeranteil haben als Männer. Dies erscheint für ein Land, in dem weibliche Beschäftigte knapp die Hälfte stellen, paradox. Der Gastronomiebereich verzeichnet die meisten Mindestlohn-Beschäftigten. Hier werden circa 33,9 % der männlichen Beschäftigten und 47,7 % der weiblichen Beschäftigten mit dem SMIC entlohnt. Bei häuslichen Dienstleistungen werden 22,7 % der Männer und 36,3 % der Frauen auf SMIC-Basis bezahlt. In der Bekleidungsindustrie sind es bei den Männern 15,5 % und bei den Frauen 39 %. Das Alter spielt ebenfalls eine zentrale Rolle bei der Entlohnung. Junge Arbeitnehmer erhalten in der Regel doppelt so häufig den Mindestlohn wie Arbeitnehmer über 26, auch hier gilt für Frauen eine höhere Empfängerzahl als für Männer. Charakteristisch für eine SMIC-Entlohnung sind die Teilzeitarbeit, die befristeten Arbeitsverhältnisse oder die Arbeit für Zeitarbeitsfirmen. Je höher die berufliche Qualifikation der Arbeitnehmer ist, desto geringer fällt der Anteil der SMIC-Empfänger aus. Neue Beobachtungen weisen darauf hin, dass die ethnische Bevölkerungszugehörigkeit ebenfalls eine Auswirkung auf das Beschäftigungsverhältnis hat. So sehen sich Schwarzafrikaner und Maghrebiner überproportional bei den SMIC-Empfängern angesiedelt. Um diese Lohndiskriminierung zu unterbinden, empfiehlt die Regierung den Unternehmen die Einstellungen mit Hilfe eines Lebenslaufes vorzunehmen, in dem nicht nach Name, Vorname, Nationalität sowie Religionszugehörigkeit gefragt wird.
Der Satz, also die Höhe des Mindestlohnes, unterliegt auch regionale Besonderheiten:
Im Elsass sowie im Département Moselle finden einige Rechtsvorschriften aus der Zeit von 1871 bis 1918 weiterhin Anwendung, so unter anderem die Gewerbeordnung (Code local des professions) sowie das Sozialversicherungsrecht (insbesondere die Reichsversicherungsordnung).
Als Folge davon weicht z. B. der Satz des vorgeschriebenen Mindestlohns in diesen drei Departements (2014: 7,87 €/h) von dem im Restgebiet Frankreichs ab (2014: 8,03 €/h).
Bei Beschäftigungsverhältnissen zum Mindestlohn fallen reduzierte Sozialabgaben für die Arbeitgeber an. Diese Ermäßigung wird bis zu einer Lohnhöhe des 1,6-fachen des SMIG abgeschmolzen. Ab dem 1,6-fachen fallen die vollen Sozialabgaben an. Das Bestehen des Mindestlohnes und diese Sozialabgabenregelung haben zu einer starken Konzentration der Arbeitsverhältnisse zum Mindestlohn geführt.

## Kritik
Kritiker wie Hans-Werner Sinn vom ifo-Institut sahen in der Höhe des Mindestlohns eine Ursache für die hohe Jugendarbeitslosigkeit in Frankreich, welche ein Auslöser für die Vorstadtkrawalle im Jahr 2005 gewesen sei.